# ماديسون (كارولاينا الشمالية)
ماديسون (بالإنجليزية: Madison, North Carolina)‏ هي بلدة أمريكية تقع في الولايات المتحدة في مقاطعة روكنغهام، كارولاينا الشمالية. يقدر عدد سكانها بـ 2,246 نسمة ومساحتها 8.6 كم2 وترتفع عن سطح البحر 183 متر.

## التركيبة السكانية
حدّد مكتب تعداد الولايات المتحدة بيانات التركيبة السكانية لماديسون في تعداد الولايات المتحدة. في ما يلي، التركيبة السكانية حسب تعدادي 2000 و2010.

### تعداد عام 2000
بلغ عدد سكان ماديسون 2,262 نسمة بحسب تعداد عام 2000، وبلغ عدد الأسر 972 أسرة وعدد العائلات 627 عائلة مقيمة في البلدة. في حين سجلت الكثافة السكانية 245.6 نسمة لكل كيلومتر مربع (636.1/ميل2). وبلغ عدد الوحدات السكنية 1,056 وحدة بمتوسط كثافة قدره 114.7 لكل كيلومتر مربع (297.1/ميل2).
وتوزع التركيب العرقي للبلدة بنسبة 61.32% من البيض و35.54% من الأمريكيين الأفارقة و0.31% من الأمريكيين الأصليين و0.35% من الأمريكيين ذوي الأصول الآسيوية و0.13% من سكان جزر المحيط الهادئ و1.59% من الأعراق الأخرى و0.75% من عرقين مختلطين أو أكثر و1.41% من الهسبانيون أو اللاتينيون من أي عرق.
بلغ عدد الأسر 972 أسرة كانت نسبة 29.9% منها لديها أطفال تحت سن الثامنة عشر تعيش معهم، وبلغت نسبة الأزواج القاطنين مع بعضهم البعض 45.3% من أصل المجموع الكلي للأسر، ونسبة 15.5% من الأسر كان لديها معيلات من الإناث دون وجود شريك،  بينما كانت نسبة 3.7% من الأسر لديها معيلون من الذكور دون وجود شريكة وكانت نسبة 35.5% من غير العائلات. تألفت نسبة 31.5% من أصل جميع الأسر من عدة أفراد يعيشون في نفس المنزل ونسبة 16.5% كانت تتألف من شخص يعيش بمفرده يبلغ من العمر 65 عاماً أو أكثر. وبلغ متوسط حجم الأسرة المعيشية 2.33، أما متوسط حجم العائلات فبلغ 2.92.
بلغ العمر الوسطي للسكان 40.0 عاماً. وكانت نسبة 22.2% من القاطنين تحت سن الثامنة عشر، وكانت نسبة 7.7% بين الثامنة عشر والرابعة والعشرين عاماً، ونسبة 27% كانت واقعةً في الفئة العمرية ما بين الخامسة والعشرين والرابعة والأربعين عاماً، ونسبة 24.8% كانت ما بين الخامسة والأربعين والرابعة والستين، ونسبة 18.3% كانت ضمن فئة الخامسة والستين عاماً فما فوق. يوجد لكل 100 أنثى 88.2 ذكر، ويوجد لكل 100 أنثى في الثامنة عشر من عمرها فما فوق 83.7 ذكر.
بلغ متوسط دخل الأسرة في البلدة 29,955 دولارًا، أما متوسط دخل العائلة فبلغ 36,429 دولارًا. وكان متوسط دخل الذكور 32,109 دولارًا مقابل 21,379 دولارًا للإناث. وسجل دخل الفرد الخاص بالبلدة 17,208 دولارًا. وكانت نسبة 11.2% من العائلات ونسبة 14.5% من السكان تحت خط الفقر، وكان من هؤلاء نسبة 19.7% تحت سن الثامنة عشر ونسبة 23.7% في الخامسة والستين من العمر وما فوق.

### تعداد عام 2010
بلغ عدد سكان ماديسون 2,246 نسمة بحسب تعداد عام 2010، وبلغ عدد الأسر 1,002 أسرة وعدد العائلات 600 عائلة مقيمة في البلدة. في حين سجلت الكثافة السكانية 243.9 نسمة لكل كيلومتر مربع (631.7/ميل2). وبلغ عدد الوحدات السكنية 1,128 وحدة بمتوسط كثافة قدره 122.5 لكل كيلومتر مربع (317.3/ميل2).
وتوزع التركيب العرقي للبلدة بنسبة 65.14% من البيض و29.16% من الأمريكيين الأفارقة و0.58% من الأمريكيين الأصليين و0.13% من الأمريكيين ذوي الأصول الآسيوية و0.04% من سكان جزر المحيط الهادئ و2.32% من الأعراق الأخرى و2.63% من عرقين مختلطين أو أكثر و5.12% من الهسبانيون أو اللاتينيون من أي عرق.
بلغ عدد الأسر 1,002 أسرة كانت نسبة 25.9% منها لديها أطفال تحت سن الثامنة عشر تعيش معهم، وبلغت نسبة الأزواج القاطنين مع بعضهم البعض 39.5% من أصل المجموع الكلي للأسر، ونسبة 15.9% من الأسر كان لديها معيلات من الإناث دون وجود شريك،  بينما كانت نسبة 4.5% من الأسر لديها معيلون من الذكور دون وجود شريكة وكانت نسبة 40.1% من غير العائلات. تألفت نسبة 35.9% من أصل جميع الأسر من عدة أفراد يعيشون في نفس المنزل ونسبة 15.4% كانت تتألف من شخص يعيش بمفرده يبلغ من العمر 65 عاماً أو أكثر. وبلغ متوسط حجم الأسرة المعيشية 2.24، أما متوسط حجم العائلات فبلغ 2.92.
بلغ العمر الوسطي للسكان 44.4 عاماً. وكانت نسبة 20.4% من القاطنين تحت سن الثامنة عشر، وكانت نسبة 7.7% بين الثامنة عشر والرابعة والعشرين عاماً، ونسبة 22.7% كانت واقعةً في الفئة العمرية ما بين الخامسة والعشرين والرابعة والأربعين عاماً، ونسبة 31.5% كانت ما بين الخامسة والأربعين والرابعة والستين، ونسبة 17.7% كانت ضمن فئة الخامسة والستين عاماً فما فوق. وتوزع التركيب الجنسي للسكان بنسبة 47.6% ذكور و52.4% إناث.